# ダルード
ダルード（Darude、1975年7月17日 - ）は、
フィンランド出身のディスクジョッキー。本名はトニ＝ヴィッレ・ヘンリク・ヴィルタネン（Toni-Ville Henrik Virtanen, フィンランド語: [toni vilːe henrik ʋirtɑnen]）。

## 来歴
1999年デビュー。トランスの楽曲を多く手がける。
代表作の『Sandstorm』は総合格闘家のヴァンダレイ・シウバ、プロレスラーの大鷲透、NPB・元阪神タイガースの金本知憲（2005年のみマドンナのダイ・アナザー・デイ）、元読売ジャイアンツの上原浩治、千葉ロッテマリーンズの澤村拓一、東京ヤクルトスワローズの清水昇の入場テーマ曲として使われている（以前はNPB・千葉ロッテマリーンズの試合前の先発メンバー発表用BGMとしても使われていた）。PVのオープニング部分はヘルシンキにある元老院広場で撮影された。

## 名前の由来
あるパーティーでスウェーデンのミュージシャンLeila Kの楽曲『Rude Boy』を演奏し友人から「Rude Boy」のニックネームで呼ばれ、そこから「the rude」→「da rude」→「Darude」となった。

## ディスコグラフィ

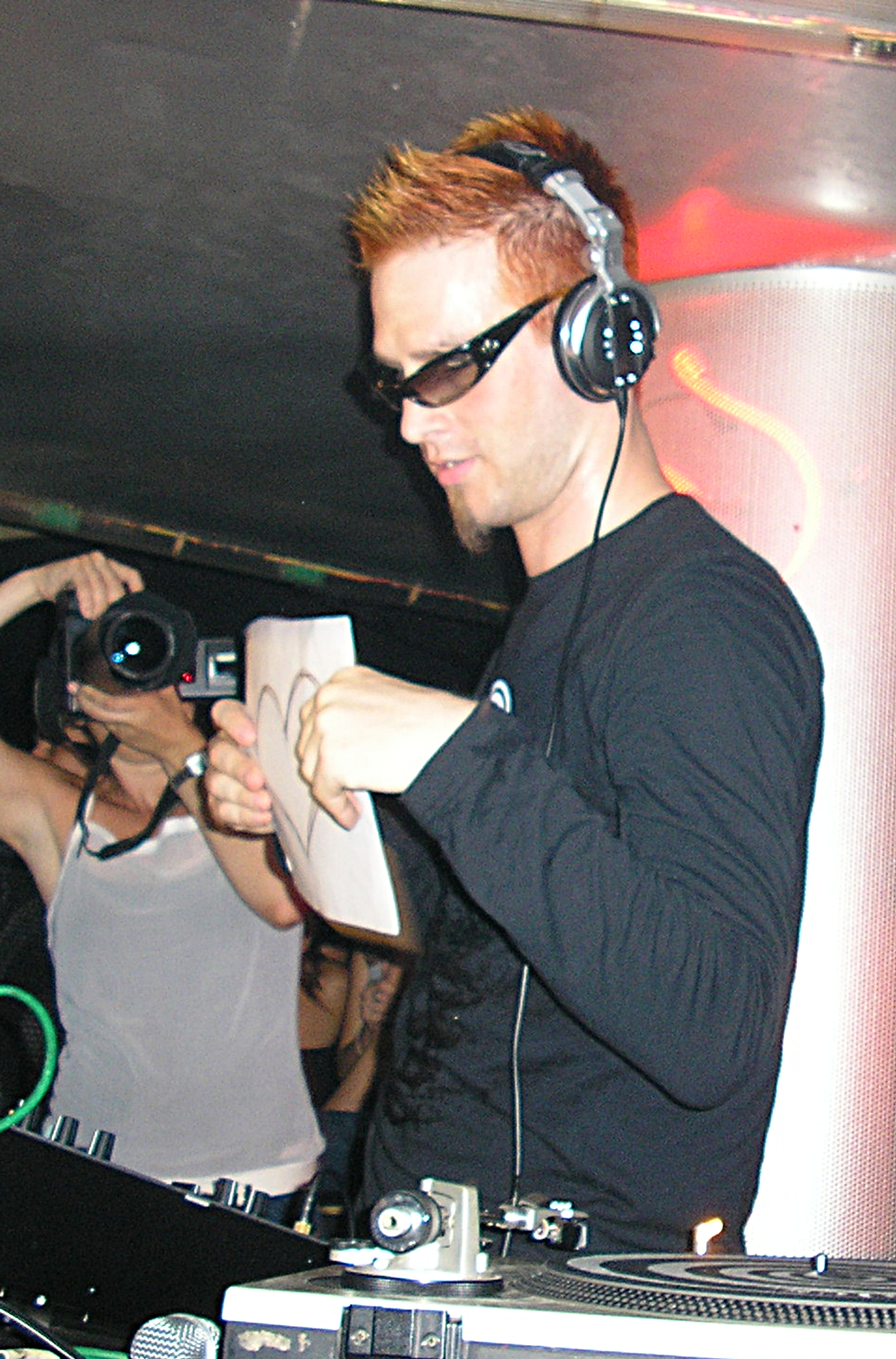
2004年

### アルバム
- Before the Storm（2001年）
- Before the Storm Special Edition（2002年）
- Rush（2003年）
- Label This!（2007年）
- Moments (2015年)

### シングル
- Sandstorm（1999年）
- Feel the Beat（2000年）
- Out of Control（2000年）
- Out of Control（Back for More）（2001年）
- Music（2003年）
- Next to You（2003年）
- Tell Me（2007年）
- My Game（2007年）
- In the Darkness（2008年）
- Selfless (featuring Blake Lewis)（2008年）
- I Ran (So Far Away) (featuring Blake Lewis)（2008年）